# Amphitragulus
L'anfitragulo (gen. Amphitragulus) è un mammifero estinto, appartenente agli artiodattili. Visse tra l'Oligocene superiore e il Miocene inferiore (circa 28 - 18 milioni di anni fa) e i suoi resti fossili sono stati ritrovati in Europa (Francia, Germania, Svizzera, Italia e Spagna) e in Asia (Kazakistan). Alcuni fossili di dubbia attribuzione risalirebbero all'Eocene superiore.

## Descrizione
Questo animale doveva avere l'aspetto di un tragulo attuale, ma era di dimensioni maggiori (da qui il nome Amphitragulus, "grande tragulo"). Il corpo snello era sorretto da lunghe zampe sottili; il cranio era dotato di un muso allungato, con lunghi canini superiori che sporgevano dalla bocca quando questa era chiusa. I molari ricordano molto quelli di un artiodattilo successivo e dotato di corna, Palaeomeryx.

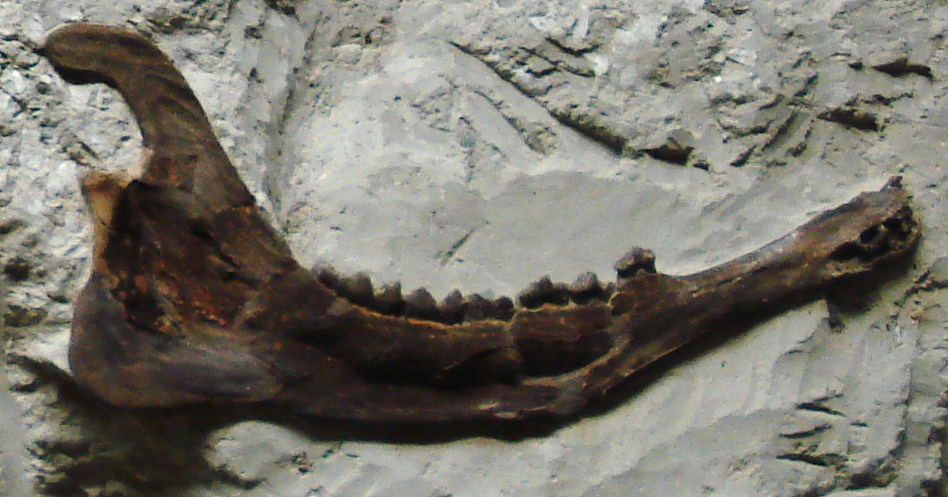
Mandibola di Amphitragulus

## Classificazione
Descritto per la prima volta da Pomel nel 1846, questo animale è noto per numerosi resti fossili incompleti ritrovati in varie zone d'Europa, che spaziano notevolmente in un periodo di circa 10 milioni di anni che va dall'Oligocene superiore al Miocene inferiore; alcuni resti provenienti dalla Spagna, attribuiti con qualche dubbio ad Amphitragulus, risalirebbero all'Eocene superiore (circa 35 milioni di anni fa). Frammenti ritrovati nel Miocene inferiore della Sardegna sono stati attribuiti alla specie Amphitragulus boulengeri. Amphitragulus è considerato un primitivo rappresentante dei paleomericidi, curiosi artiodattili dotati di corna sopraorbitali e dietro la nuca, strettamente imparentati con i cervidi; Amphitragulus era tuttavia ancora sprovvisto di corna. Altri studiosi hanno avvicinato questo animale ad altri artiodattili primitivi, come Dremotherium.